# 张彤 (1973年)
张彤（1973年8月—），男，汉族，四川都江堰人，中华人民共和国政治人物。四川大学哲学系行政管理专业本科毕业，四川大学经济学院政治经济学专业博士学位。

## 生平
1990年9月，在四川大学哲学系行政管理专业学习。1994年7月毕业参加工作，在四川省农业银行直属支行工作了三个月，进入共青团成都市委工作。1994年1月加入中国共产党。
2002年12月，任共青团成都市委书记。2005年2月，任中共邛崃市委副书记、市长。2007年5月，任共青团四川省委副书记。2007年11月，任共青团四川省委书记。2013年3月，任中共乐山市委副书记、市长。2018年2月24日，当选为第十三届全国人大代表。2021年7月，任中共广安市委书记。

## 家庭
父亲张中伟，1993年任四川省副省长。1997年任中共四川省委副书记。2000年任四川省省长。2007年任第十届全国人大农业与农村委员会副主任委员。